# 艾因布舍基夫
35°21′21″N 1°30′38″E / 35.35583°N 1.51056°E
艾因布舍基夫（阿拉伯语：‎），是阿爾及利亞的城鎮，位於該國北部提亞雷特省，由代赫穆尼區負責管轄，面積151平方公里，海拔高度964米，2008年人口15,022，人口密度每平方公里99人。